# Cannon Street Railway Bridge
Il Cannon Street Railway Bridge è un ponte ferroviario sito in Central London che collega le due rive del fiume Tamigi. Esso è situato fra il London Bridge ed il Southwark Bridge. Il Cannon Street Bridge serve a far attraversare il Tamigi ai treni diretti alla Cannon Street station sita sulla riva nord del Tamigi. In origine venne denominato Alexandra Bridge in onore di Alessandra di Danimarca che fu la moglie del futuro re Edoardo VII.
Il ponte venne progettato da John Hawkshaw e John Wolfe-Barry per la South Eastern Railway. Venne inaugurato nel 1866 dopo tre anni dall'inizio dei lavori ed era costituito da cinque campate sostenute da piloni in acciaio. La sua sede venne successivamente allargata fra il 1886 ed il 1893 e poi ricondizionato fra il 1979 ed il 1982 rimuovendo alcune parti ornamentali non utili all'uso del manufatto.